# SYT11
SYT11‏ (Synaptotagmin 11) هوَ بروتين يُشَفر بواسطة جين SYT11 في الإنسان.